# UTA-Flug 772
Der Flug Union de Transports Aériens 772 war ein Linienflug der französischen Luftlinie Union de Transports Aériens von Brazzaville nach Paris, auf dem eine McDonnell Douglas DC-10-30 am 19. September 1989 aufgrund eines Bombenanschlags im Niger verunglückte, wobei alle 170 Insassen starben. In Brazzaville war eine Bombe mit Zeitzünder im Gepäck des Flugzeugs deponiert worden, die 46 Minuten nach dem Start von einem Zwischenstopp in der tschadischen Hauptstadt N’Djamena detonierte. Das Flugzeug stürzte über der Ténéré-Wüste ab, nahe der Oase Bilma und dem Termit-Massiv.

## Unfallhergang
Die DC-10 startete um 13:13 Uhr und stieg auf Flugfläche 350, also rund 10.700 m. Um 13:59 Uhr explodierte im Reiseflug eine Bombe im Laderaum 13R, der sich im unteren vorderen Rumpfbereich befindet. Die Bombe war höchstwahrscheinlich in einem Gepäckstück versteckt, das in Brazzaville geladen worden war. Die dortigen Sicherheitsmaßnahmen entsprachen nicht den vorgeschriebenen Richtlinien der ICAO.

## Opfer des Anschlags
170 Menschen kamen ums Leben: 54 Franzosen, 51 Kongolesen (48 aus der Republik Kongo, 3 aus der Demokratischen Republik Kongo), 25 Tschader, 9 Italiener, 7 US-Bürger, 5 Kameruner, 4 Briten, 3 Kanadier, 2 Zentralafrikaner, 2 Malier, 2 Schweizer, und jeweils ein Algerier, Belgier, Bolivianer, Grieche, Marokkaner und Senegalese. Prominente Opfer waren der Bischof Gabriel Régis Balet, die Frau des französischen Tennisstars Éric Deblicker, ein tschadischer Minister und die Frau des US-Botschafters im Tschad.

## Verantwortliche und Konsequenzen

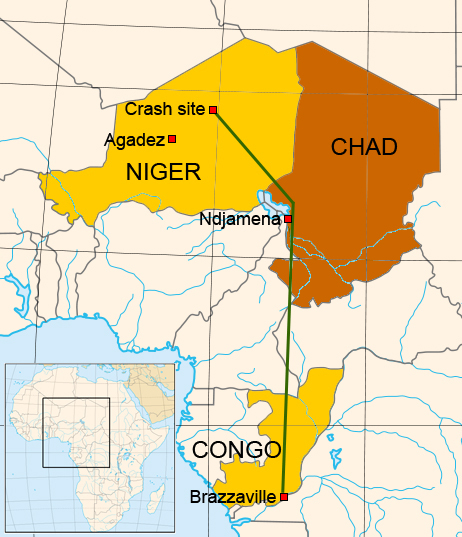
Flugroute und Unfallstelle der DC-10

Für den Anschlag wurden unterschiedliche Gruppierungen verantwortlich gemacht, darunter tschadische Rebellen und die schiitisch-libanesische Terrororganisation Islamischer Dschihad. Untersuchungen deuteten später auf den libyschen Diktator Muammar al-Gaddafi als Drahtzieher des Anschlags hin. Sein Motiv war Vergeltung für seine Niederlage im Libysch-Tschadischen Krieg, die Gaddafi unter anderem der Unterstützung des Tschad durch die USA und Frankreich zuschrieb.
Die französischen Behörden benannten sechs Libyer als Hauptverdächtige, deren Auslieferung Tripolis verweigerte. Ein Pariser Schwurgericht befand 1999 diese sechs libyschen Männer für schuldig, das Attentat durchgeführt zu haben: Einen Mitarbeiter der libyschen Botschafter in Brazzaville, mehrere Geheimdienstoffiziere, darunter den späteren Chef des Auslandsgeheimdienstes Mussa Kussa, und den stellvertretenden Geheimdienstchef Libyens, Abdullah al-Senussi, ein Schwager Gaddafis. Die Angeklagten wurden in Abwesenheit verurteilt, weil Libyen sie nicht an Frankreich auslieferte, und konnten Libyen seither nicht mehr verlassen. Nach wie vor beteuern libysche Stellen, für den Anschlag nicht verantwortlich zu sein.
Im Jahr 2004 bot Gaddafi an, die Familien der Opfer aus einer Stiftung zu entschädigen, wobei jede Familie eine Million Dollar erhalten sollte. Nicht alle Familien akzeptierten diese Entschädigungen, viele empfanden dies als Blutgeld. Die US-Familien klagten in den USA und bekamen von den Richtern 6 Milliarden Dollar als Entschädigung zugesprochen. Libyen legte Berufung ein und richtete 2008 einen 1,5-Milliarden Dollar schweren Fonds ein, welcher die US-Bürger von libyschen Terrorakten separat entschädigt – dazu zählen auch die Anschläge von Lockerbie und auf das La Belle.

## Denkmal
Angehörige der Opfer errichteten mit Hilfe Einheimischer im Mai und Juni 2007 eine Erinnerungsstätte aus dunklen Steinen, Spiegeln und Überresten des abgestürzten Flugzeugs, welche immer noch vor Ort anzutreffen waren. Das großflächige Denkmal ist auch auf Satellitenaufnahmen in Google Maps zu erkennen.